# Alexandre-Joseph Artot
Alexandre-Joseph Montagney dit Joseph Artot, i escrit Artôt, de sobrenom Le bel Artôt, (Brussel·les, 4 de febrer de 1815 - Ville-d'Avray, 20 de juliol de 1845) fou un violinista i compositor belga que morí en plena joventut (als 30 anys).
Des de molt infant demostrà condicions privilegiades per l'estudi del violí, anant a París, on fou deixeble de Rodolphe Kreutzer, seguint els cursos del Conservatori de la capital francesa i aconseguint el primer premi, quan tan sols contava tretze anys. Fou tant notable per l'apassionada expressió que donava a la música com pel agradable so del seu violí, netedat i agosarament d'execució.
Cansat per un treball excessiu morí només amb 30 anys, deixant algunes obres escrites per al violí.